# La Sicilia del Gattopardo
La Sicilia del Gattopardo è un documentario del 1960 di Ugo Gregoretti sulla vita di Tomasi di Lampedusa e la genesi del romanzo Il Gattopardo.
Il documentario ha poi vinto il Prix Italia del 1960.